# 삼첨판 폐쇄증
삼첨판 폐쇄증(三尖瓣閉鎖症, tricuspid Atresia은 삼첨판이 완전히 존재하지 않는 선천성 심장병의 한 형태이다. 그러므로 우심방실의 연결이 없다. 이는 형성 부전(크기가 작은) 또는 우심실의 부재로 이어진다. 이러한 결함은 태아 발달기 중에 심장의 발달을 끝내지 않을 때 발병할 수 있다. 이렇게 되면 심장이 체내 혈액의 나머지 부분에 적절하게 산소 공급을 하지 못하게 된다. 이로 인해 몸은 생존을 위해 충분한 산소를 지니지 못하게 되므로 혈류를 관리하기 위해 다른 결함들이 발생할 수 밖에 없다. A-V 연결이 없기 때문에 좌심실에 혈액을 채우기 위해 심방중격결손(ASD)이 나타나게 된다. 또, 우심실이 없기 때문에 혈액을 허파동맥으로 펌프질할 방법이 있어야 하는데, 이 일은 심실중격결손에 의해 성취된다. 삼천판 폐쇄증의 병인은 알려져 있지 않다.

## 의학적 증상
- 진행성 청색증
- 연하곤란
- 생후 2주 이상의 빈 호흡
- VSD로 인한 범수축기잡음
- 좌심실비대, 심전도의 좌측 편의

## 치료
- PGE1: 동맥관 개존증의 관리를 위해
- 보정된 블렉록타우시그 단락(Blalock-Taussig shunt)
- 대정맥폐연결(cavopulmonary anastomosis): 안정적인 폐순환을 제공하기 위해
- 폰탄 수술: 하대정맥(가장 큰 정맥)과 간정맥의 혈류를 폐순환으로 다시 보내주기 위해